# Military Industries Corporation
 (mars 2015).
Military Industries Corporation est une entreprise d'armement saoudienne. Elle a pour but de réaliser l'autosuffisance en armes. Elle est chargée de l’entretien et de la fabrication de matériels pour l'armée saoudienne.

## Histoire
Un arrêté royal a été publié, stipulant la création de l'usine, le 8 septembre 1950. Les accords contractuels ont été conclus avec deux sociétés pour la fourniture de l'équipement et l'appareillage nécessaire pour être installé dans les locaux de la nouvelle usine.
L'année 1951 a vu la pose de la première pierre de l'usine de munitions, qui a ensuite été inaugurée en 1953 par le roi Saoud ben Abdulaziz.

## Objectif
Militaire Industries Corporation vise à répondre aux besoins et aux exigences des secteurs militaires de l'Arabie saoudite.
Mission
- Transfert de technologie militaire à des entreprises locales;
- Augmentation continue et l'amélioration des niveaux de production et de qualité pour atteindre la satisfaction du client;
- Développement et amélioration des ressources humaines afin d'accroître l'efficacité et l'efficience;
- L'application des procédures de sécurité pour protéger les utilisateurs et les employés.

## Produit
|            | Utilisateur     |
| ---------- | --------------- |
| Al Shibl 1 | Arabie saoudite |
| Al Shibl 2 | Arabie saoudite |
| HK MP5     | Arabie saoudite |
| HK 33      | Arabie saoudite |
| HK G3      | Arabie saoudite |
| HK G36     | Arabie saoudite |